# Aeroporto di L'Aquila-Parchi
L'Aeroporto di L'Aquila-Parchi, meglio noto come Aeroporto dei Parchi e identificato con il nome commerciale di Aeroporto dei Parchi Giuliana Tamburro (IATA: QAQ, ICAO: LIAP), è un aeroporto italiano situato a circa 6 km ad ovest della città dell'Aquila, nei pressi della frazione di Preturo, sull'omonima piana. Dal 2014 non sono presenti compagnie aeree commerciali che operano all'aeroporto, essendo stata soppressa a giugno l'unica tratta per Milano-Malpensa.

## Storia

### Origini della struttura
La prima struttura aeroportuale di cui si hanno notizie all'Aquila era situata in località Piazza d'Armi mentre, durante la seconda guerra mondiale, vi era un campo di aviazione nella vicina "Piana di Bagno" posizionata tra la SS 17 e la SS 5 bis, ma tale struttura finì in disuso nel secondo dopoguerra.
Nel 1968 si decise di dotare il capoluogo di un aeroporto e la scelta cadde su un nuovo sito di 150 ettari nella frazione di Preturo, dunque all'interno del territorio comunale aquilano. Il terreno fu assegnato al locale aeroclub, che prese la gestione della struttura..
Negli anni l'Aero Club L'Aquila aumentò la propria attività ed organizzò numerosi Air Shows (comprese esibizioni delle frecce tricolori), che portarono parecchio pubblico, ma con l'inizio del XXI secolo iniziò una controversia con il Comune che, di fatto, bloccò ogni ulteriore sviluppo dell'aeroporto. In particolare, nel 2005 il comune decise di non rinnovare la convenzione che assegnava all'aeroclub la gestione della struttura e l'aeroclub presentò ricorso presso il TAR.

### Il terremoto del 2009, il summit dei G8 e l'ammodernamento dello scalo
Durante le fasi d'emergenza del terremoto che colpì L'Aquila nel 2009, l'aeroporto svolse un ruolo chiave nelle operazioni di soccorso. Dallo scalo infatti partirono gli elicotteri che evacuarono oltre 150 degenti dell'ospedale San Salvatore. Inoltre, con la decisione di spostare all'Aquila il vertice dei G8 del 2009, la struttura venne ristrutturata e adeguata, migliorando anche la viabilità esterna. In particolare, l'aeroporto venne dotato di:
- un parcheggio;
- un raccordo parallelo alla pista;
- nuovi stabili, tra cui la sede ENAV/ENAC;
- nuovi strumenti di illuminazione e precisione: il PAPI, e un NDB/DME;
- illuminazione della pista.

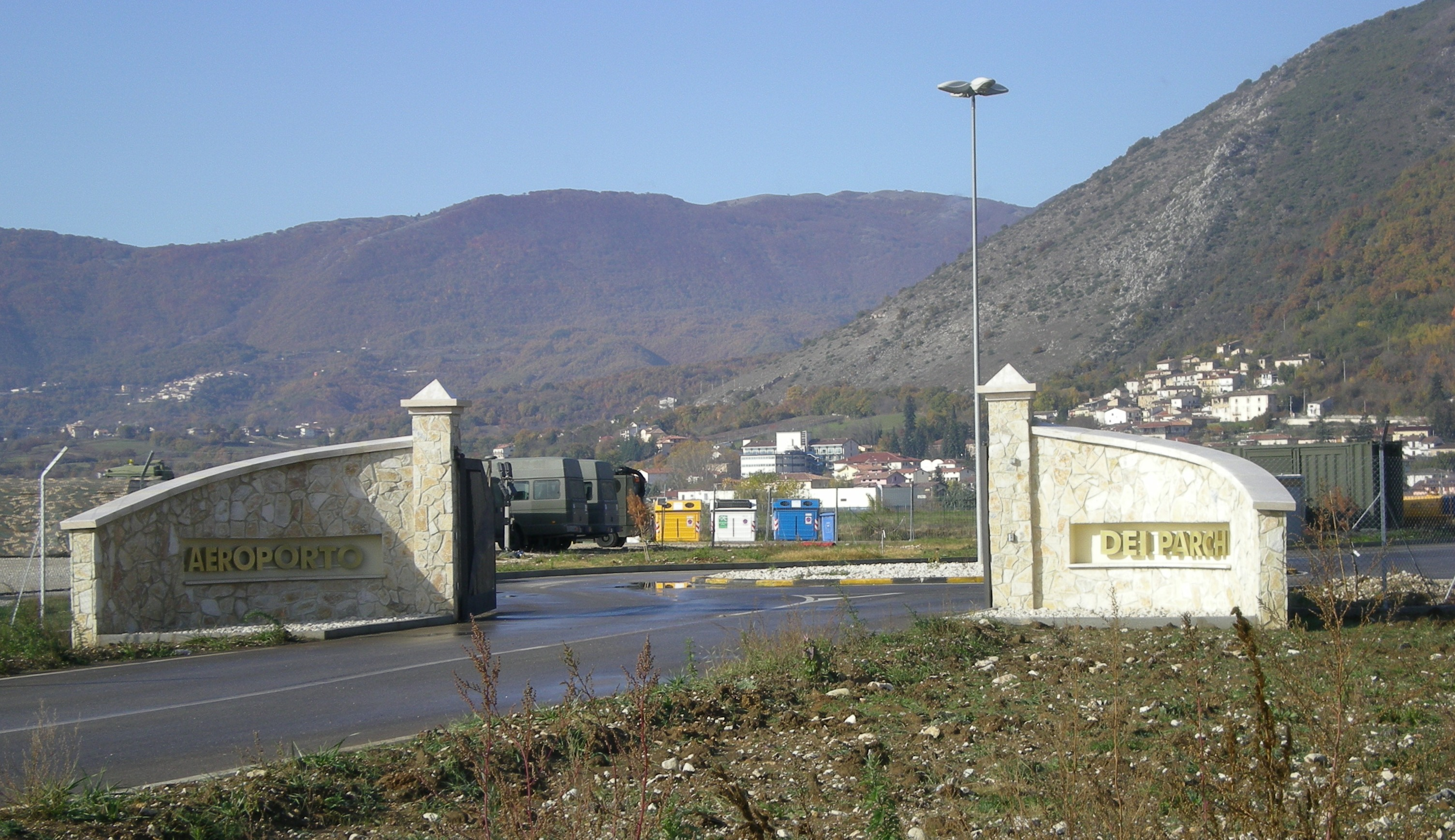
Ingresso principale

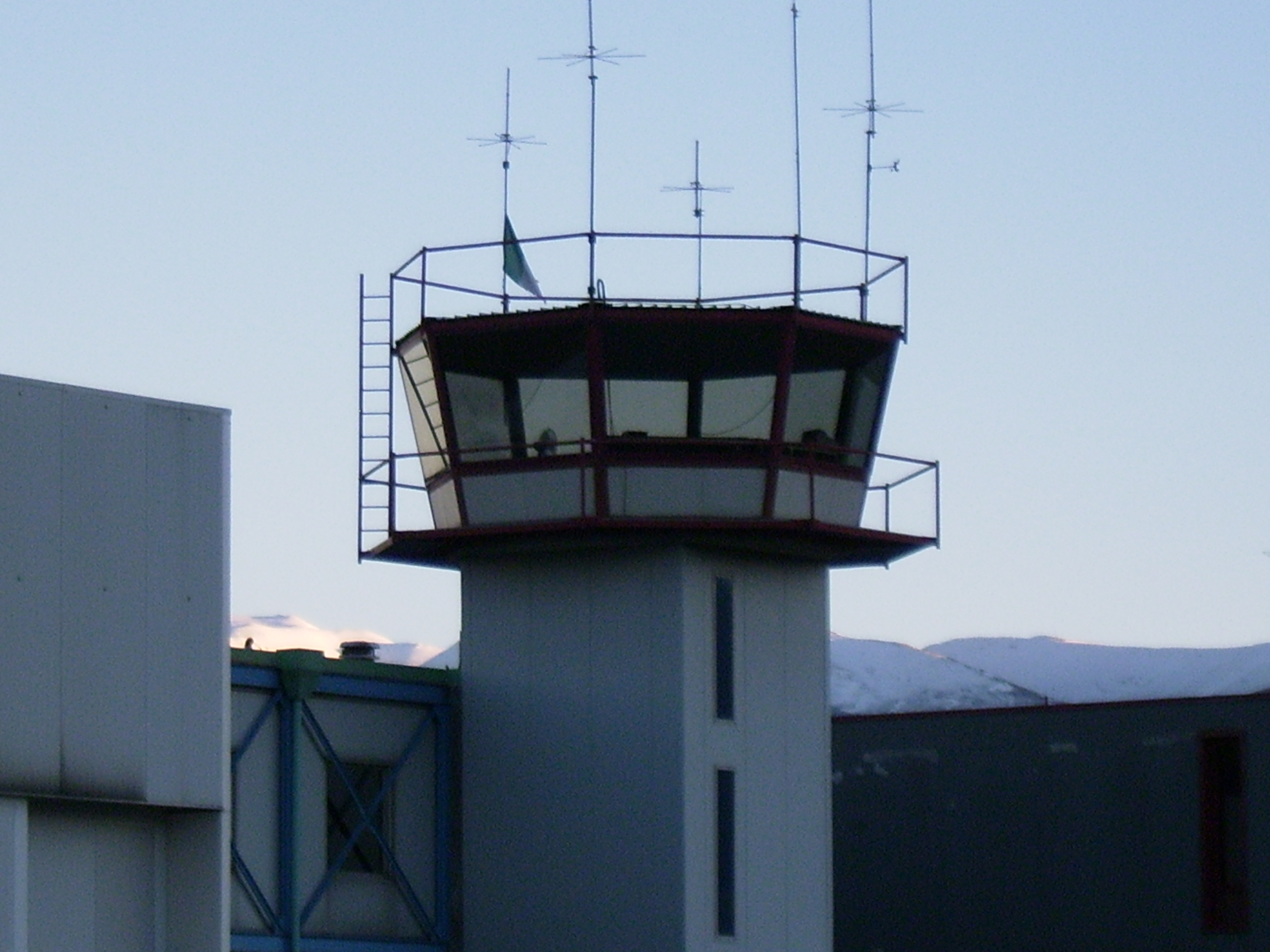
La torre di controllo

Durante il G8 dell'Aquila (tenutosi presso la Scuola Ispettori e Sovrintendenti della Guardia di Finanza, a poca distanza dallo scalo) transitarono nell'aeroporto 146 velivoli, 2544 persone e 37 delegazioni.

### Dopo il G8
Subito dopo il G8 l'aeroporto, grazie ai lavori di ampliamento, venne dichiarato idoneo a ricevere il traffico civile. Il 15 ottobre 2009 il comune dell'Aquila pubblicò il bando per la gestione provvisoria dell'aeroporto per la durata di sei mesi, al fine di aprire subito l'aeroporto al traffico commerciale.
Il 19 novembre 2009 la società AVDA S.p.A. si aggiudicò la gestione provvisoria della struttura impegnandosi, entro tempi brevi, alla predisposizione di uno o più voli di linea all'interno del territorio nazionale tramite Air Vallée. Dal 21 dicembre 2009 la società entrò in possesso della struttura, ed il 31 marzo 2010 sottoscrisse, con il comune, l'intesa per la gestione dello scalo, che però fu in seguito al centro di un contenzioso legale. In quel periodo il sindaco Massimo Cialente dichiarò che «l'aeroporto aquilano va considerato come struttura complementare e sinergica con lo scalo di Pescara e, prima del terremoto, costituiva uno dei punti cruciali del piano strategico per lo sviluppo turistico, e dunque economico, dell'intero comprensorio. A ciò va aggiunto che l'aeroporto è destinato a svolgere un'altra importante funzione, quella di sede locale della Protezione Civile». Il 2 ottobre 2010 partì il primo volo charter per Cagliari, che trasportò giocatori e dirigenti dell'Aquila Calcio in una trasferta in Sardegna.
L'Aeroporto ottenne dall'ENAC il 24 agosto 2011 la certificazione di seconda categoria ICAO, con deroga in terza categoria su richiesta, per effettuare prestazioni antincendio: questa certificazione consente alla struttura di accogliere aerei fino a 12 metri di lunghezza con capienza dai 20 ai 42 posti.
A partire dal 1º marzo 2012 la gestione dell'aeroporto venne affidata, con contratto ventennale, alla società Xpress s.r.l.
Il nuovo gestore si impegnò ad attivare le procedure per ottenere la certificazione in categoria 2B, ovvero l'apertura al traffico commerciale, che però sarebbero arrivate solamente due anni dopo.

### L'apertura e chiusura ai voli commerciali
Il 5 giugno 2013 l'aeroporto viene intitolato alla memoria di Giuliana Tamburro, ingegnere ENAC vittima del terremoto dell'Aquila del 2009, mentre il 6 settembre dello stesso anno l'allora sindaco Massimo Cialente e l'assessore allo sviluppo dell'area aeroportuale Emanuela Iorio annunciarono, dopo una riunione con l'Enac, che dal 28 settembre l'aeroporto avrebbe accolto voli commerciali.
In seguito alla richiesta del Ministero dei trasporti di approfondimenti tecnici ed economici, infine il 25 ottobre 2013 l'ENAC poté certificare la conformità dell'aeroporto per voli commerciali. Tuttavia la gestione non riuscì mai ad attivare linee stabili, ed in data 13 aprile 2015 l'ENAC decise la chiusura dell'aeroporto al traffico aereo commerciale e la revoca della concessione alla società Xpress.
Il 28 gennaio 2020 la gestione dell'aeroporto viene affidata alla locale scuola di volo con l'obiettivo di utilizzare la struttura come centro di riferimento per le attività di soccorso della Protezione civile e per scopi di formazione.

## Caratteristiche

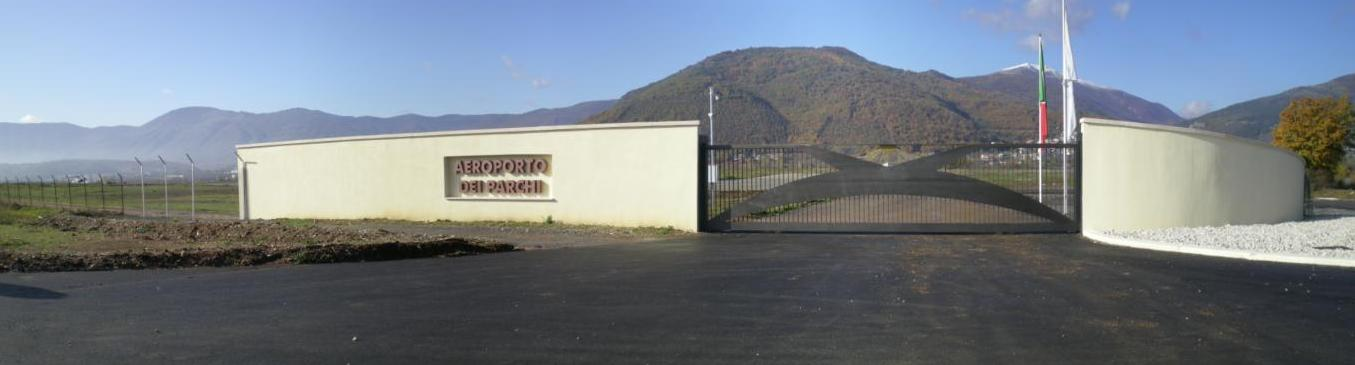
L'ingresso nord all'Aeroporto

La struttura è dotata di una pista in conglomerato bituminoso lunga 1410 m e larga 26 m dotata di illuminazione, l'altitudine è di 674 m /2211 ft, l'orientamento dei versi della pista (18/36) sono 176° e 356°. Ad est della testata 36, si trova la base operativa dell'elisoccorso del 118 costituita da una piazzola con il relativo hangar. Sulla struttura operano inoltre anche diverse società di manutenzione aeronautica. L'aeroporto è dotato di sistema PAPI e di un NDB/DME.
Fino al 2009 la struttura, che funzionava principalmente da aeroporto turistico, era gestita dal locale aeroclub ed effettuava attività secondo le regole e gli orari VFR. L'aeroporto è situato nello spazio aereo di classe "G" e l'aeroclub forniva un proprio servizio di informazioni FDD sulla frequenza assegnata alle esigenze di aviazione generale di 122,5 MHz.

### Servizi
- Servizi Igienici
- Sala d'attesa
- Parcheggio
- Ristorante

L'aeroporto inoltre dispone di alloggi con camere da letto ed appartamenti disponibili sia nello scalo che a distanza di pochi chilometri.

### Distanze dichiarate
| Pista | TORA (m) | TODA (m) | ASDA (m) | LDA (m) |
| ----- | -------- | -------- | -------- | ------- |
| 18    | 1325     | 1325     | 1325     | 1325    |
| 36    | 1410     | 1410     | 1410     | 1325    |

rif. AIP LIAP 1-4.13 e NOTAM C0651/14

### Stazione meteorologica
Come in ogni scalo aereo, la struttura disponeva anche di una stazione meteorologica con raccolta dati fino al 2004. Divenne nota agli appassionati di meteorologia a metà degli anni 1990 quando in inverno (in assenza di innevamento al suolo), sotto i colpi dell'Anticiclone russo-siberiano, fece registrare per alcuni giorni di gennaio temperature minime fino anche a -18 °C, toccando i -23 °C al suolo con neve nell'inverno del 1985.

### Accessibilità
L'aeroporto è sito in via Carlo d'Angiò nº 23, nei pressi di Preturo; un raccordo viario (realizzato in occasione del G8 dell'Aquila) lo collega direttamente con la S.S. 80 e con l'uscita L'Aquila Ovest dell'autostrada A24 Roma-L'Aquila-Teramo. Due linee di autobus lo collegano con Campo di Pile, Coppito e Sassa, dove è localizzata una stazione della ferrovia Terni-Sulmona.

### Aeroporti vicini
Gli aeroporti con voli di linea più vicini sono:
- Aeroporto di Pescara
- Aeroporto di Roma-Ciampino
- Aeroporto di Roma-Fiumicino